# Bodtjärnen (Vika socken, Dalarna)
Bodtjärnen är en sjö i Falu kommun i Dalarna och ingår i Dalälvens huvudavrinningsområde.